# Arrondissement de Ceva
L'arrondissement de Ceva est une ancienne subdivision administrative française du département de Montenotte créée le 6 juin 1805, dans le cadre de la nouvelle organisation administrative mise en place par Napoléon Ier en Italie et supprimée le 11 avril 1814, après la chute de l'Empire.

## Composition
L'arrondissement de Ceva comprenait les cantons de Calizzano, Ceva, Dogliani, Garessio, Millesimo, Murazzano, Ormea et Saliceto.